# Матрица Эйзенхауэра
Матрица Эйзенхауэра (англ. Eisenhower Matrix) — ключевой элемент принципа Эйзенхауэра: метода тайм-менеджмента, помогающего вычленить из всего потока дел самые важные и срочные, и распределить остальные задачи по параметрам скорости их реализации и ценности, что способствует регулированию рабочей нагрузки.
Смысл матрицы Эйзенхауэра заключается, главным образом, в том, чтобы научиться грамотно распределять все свои дела, отличать важное от срочного, не срочное от наименее важного, а также по максимуму сокращать время на занятие любыми делами, выполнение которых не даёт никаких существенных результатов.
Матрица Эйзенхауэра — это практическая адаптация цитаты, приписываемой полководцу и президенту США Дуайту Эйзенхауэру: «У меня есть два типа проблем: срочные и важные. Срочные не важны, а важные никогда не бывают срочными».
Матрица состоит из четырёх критериев срочности и важности: Блок A: «Срочно и Важно», Блок B: «Несрочно и Важно», Блок C: «Срочно и Неважно», Блок D:"Несрочно и Неважно".

## «Важные и Срочные»
Блок A: «Важные и Срочные» («квадрат кризисов») — это очень важные задачи, которые либо вышли из-под контроля, либо возникли внезапно, их следует выполнить незамедлительно, чтобы избежать последствий. Несвоевременное выполнение подобных задач может негативно повлиять на достижение наших целей, стать причиной негативных событий.
Старайтесь в квадрате «Важных и Срочных» оставлять, как можно меньше дел, по возможности, должен быть пустым, но задачи в этом квадрате неизбежны, ведь ситуации или события, которыми нельзя управлять, будут происходить всегда.
Пребывание в этом квадрате обычно сопровождается стрессом, а длительное пребывание может привести к «выгоранию».
«Важные и Срочные» дела можно делегировать, но это следует делать с большой осторожностью.

## «Важно и Не Срочно»
Блок B: «Важные и Не Срочные» (Стратегический квадрат) — приоритетные и перспективные задачи, направлены непосредственно на достижение наших целей, которые следует планировать и выполнять в отведенное для них время. Этим делам нужно уделять максимум внимания и инвестировать большую часть своего времени, они помогают двигаться к долгосрочным целям с самыми ценными результатами.
Если таких задач большинство, вы расходуете свои ресурсы на то, что считаете важным, из-за этого уровень стресса снижается, вы почувствуете себя ещё лучше, когда увидите первые результаты.
Хотя дела из Блока B и не являются срочными, их нельзя игнорировать, ведь они перейдут в Блок A. Обратите внимание на то, что отсутствие срочности позволяет подходить к решению задач более разумно и конструктивно, а это позволяет раскрывать свой потенциал в полной мере, самостоятельно продумывать все нюансы своей деятельности и управлять временными своих дел. По сути, правильным подходом является декомпозиция таких задач с переводом их в Блок A.

## «Не Важно, но Срочно»
Блок С: «Не Важно, но Срочно» (Квадрат иллюзий\суеты) — задачи, которые срочно нужно выполнять, но которые почти никак не влияют на наши ценности. Однако важно понимать, что время, потраченное на эти задачи, — это время, отнятое у наших целей.
Этим делам нужно уделять минимум внимания и минимум времени, а также можно их делегировать (передать другим), автоматизировать (для своевременной оплаты интернета или коммунальных услуг удобно настроить автоплатёж), оптимизировать (ускорить работу).
Задачи из Квадрата C легко спутать с Квадратом A, из-за нашего мышления все срочные дела обычно кажутся важными, даже если это совсем не так. Квадрат C создаёт иллюзию продуктивной занятости, отвлекающую нас от действительно важных вещей, и не улучшает нашу жизнь.

## «Не Важно и Не Срочно»
Блок D: «Не Важные и Не Срочные» («Убийцы Времени») — малозначительные и необязательные спонтанные желания, или даже вредные, но любимые, которые почти никак не влияют на наши ценности, и не требуют незамедлительных действий. Это самые лёгкие и приятные дела в нашем списке из-за этого некоторые люди начинают свой день именно с этих задач, тратя на них свои самые продуктивные часы.
В идеале, желательно, чтобы этот квадрант остался пустым. За этими занятиями мы проводим часы, но не получаем от них практической пользы в долгосрочной перспективе.
Когда вы будете уставшим, не стоит заниматься задачами из Блока D, лучшим решением будет правильно запланировать качественный отдых (Важно, но Не Срочно).

## Полезные ресурсы
- https://eisenhower.ru/ свободный бесплатный ресурс для составления матрицы Эйзенхауэра онлайн